# Sagan om elddonet
Sagan om elddonet (danska: Fyrtøjet) är en dansk animerad film från 1946 som bygger på berättelsen Elddonet av H.C. Andersen. Filmen regisserades av Svend Methling efter ett manus av Peter Toubro och Henning Pade.

## Handling
En soldat skaffar sig ett magiskt elddon från en gammal häxa och efter många farliga upplevelser vinner han prinsessan och halva kungariket.

## Rollista
- Poul Reichhardt – soldaten
- Kirsten Hermansen – prinsessen
- Knud Heglund – kugen
- Karen Poulsen – häxan
- Elith Foss – stjärntydaren
- Viggo Brodthagen
- Ole Monty
- Aage Winther-Jørgensen
- Vera Lindstrøm
- Victor Montell
- Vera Lense-Møller
- Axel Larsen
- Adelheid Nielsen
- Einar Reim
- Anna Henriques-Nielsen
- Carl Johan Hviid
- Ingeborg Steffensen
- Ulf Kaarsberg[9]

### Svenska röster
- Gösta Kjellertz – soldaten
- Stina-Britta Melander – prinsessan[10]